# Liste von Säugetierarten in Nordrhein-Westfalen
Die Liste von Säugetierarten in Nordrhein-Westfalen nennt insbesondere die wildlebenden Arten von Säugetieren, wie sie im Atlas der Säugetiere Nordrhein-Westfalens dokumentiert wurden. Die Arbeitsgemeinschaft Säugetierkunde NRW ist ein Zusammenschluss aus ehrenamtlichen Säugetierkundlern und Vereinen, dem Landesamt für Natur-, Umwelt und Verbraucherschutz in NRW, dem Zoologischen Forschungsmuseum Alexander Koenig in Bonn und dem LWL-Museum für Naturkunde in Münster. 

## Artenliste

### Hasenartige (Lagomorpha)
| Art           | Wissenschaftlicher Name | Bemerkungen | Bild |
| ------------- | ----------------------- | ----------- | ---- |
| Feldhase      | Lepus europaeus         |             |      |
| Wildkaninchen | Oryctolagus cuniculus   |             |      |

### Insektenfresser(Eulipotyphla)
| Art                  | Wissenschaftlicher Name | Bemerkungen | Bild |
| -------------------- | ----------------------- | ----------- | ---- |
| Feldspitzmaus        | Crocidura leucodon      |             |      |
| Hausspitzmaus        | Crocidura russula       |             |      |
| Igel                 | Erinaceus europaeus     |             |      |
| Maulwurf             | Talpa europaea          |             |      |
| Schabrackenspitzmaus | Sorex coronatus         |             |      |
| Sumpfspitzmaus       | Neomys anomalus         |             |      |
| Waldspitzmaus        | Sorex araneus           |             |      |
| Wasserspitzmaus      | Neomys fodiens          |             |      |
| Zwergspitzmaus       | Sorex minutus           |             |      |

### Nagetiere(Rodentia)
| Art                                     | Wissenschaftlicher Name  | Bemerkungen | Bild |
| --------------------------------------- | ------------------------ | ----------- | ---- |
| Aquatische Schermaus                    | Arvicola amphibius       |             |      |
| Biber                                   | Castor fiber             |             |      |
| Bisamratte                              | Ondatra zibethicus       |             |      |
| Brandmaus                               | Apodemus agrarius        |             |      |
| Burunduk (Sibirisches Streifenhörnchen) | Tamias sibiricus         |             |      |
| Eichhörnchen                            | Sciurus vulgaris         |             |      |
| Erdmaus                                 | Microtus agrestis        |             |      |
| Feldhamster                             | Cricetus cricetus        |             |      |
| Feldmaus                                | Microtus arvalis         |             |      |
| Gartenschläfer                          | Eliomys quercinus        |             |      |
| Gelbhalsmaus                            | Apodemus flavicollis     |             |      |
| Haselmaus                               | Muscardinus avellanarius |             |      |
| Hausmaus                                | Mus domesticus           |             |      |
| Hausratte                               | Rattus rattus            |             |      |
| Kanadischer Biber                       | Castor canadensis        | Neozoon     |      |
| Kleinwühlmaus                           | Microtus subterraneus    |             |      |
| Nutria                                  | Myocastor coypus         |             |      |
| Rötelmaus                               | Clethrionomys glareolus  |             |      |
| Siebenschläfer                          | Glis glis                |             |      |
| Streifen-Backenhörnchen                 | Tamias striatus          |             |      |
| Terrestrische Schermaus                 | Arvicola scherman        |             |      |
| Waldmaus                                | Apodemus sylvaticus      |             |      |
| Wanderratte                             | Rattus norvegicus        |             |      |
| Zwergmaus                               | Micromys minutus         |             |      |

### Paarhufer(Cetartiodactyla)
| Art         | Wissenschaftlicher Name | Bemerkungen | Bild |
| ----------- | ----------------------- | ----------- | ---- |
| Damhirsch   | Dama dama               |             |      |
| Elch        | Alces alces             |             |      |
| Mufflon     | Ovis orientalis         |             |      |
| Reh         | Capreolus capreolus     |             |      |
| Rothirsch   | Cervus elaphus          |             |      |
| Sikahirsch  | Cervus nippon           |             |      |
| Wildschwein | Sus scrofa              |             |      |
| Wisent      | Bison bonasus           |             |      |

### Primaten(Primates)
| Art    | Wissenschaftlicher Name | Bemerkungen | Bild |
| ------ | ----------------------- | ----------- | ---- |
| Mensch | Homo sapiens            |             |      |

### Raubtiere(Carnivora)
| Art                        | Wissenschaftlicher Name  | Bemerkungen | Bild |
| -------------------------- | ------------------------ | ----------- | ---- |
| Baummarder                 | Martes martes            |             |      |
| Dachs                      | Meles meles              |             |      |
| Fischotter                 | Lutra lutra              |             |      |
| Frettchen                  | Mustela putorius furo    |             |      |
| Hermelin (Großes Wiesel)   | Mustela erminea          |             |      |
| Iltis                      | Mustela putorius         |             |      |
| Luchs                      | Lynx lynx                |             |      |
| Marderhund                 | Nyctereutes procyonoides |             |      |
| Mauswiesel                 | Mustela nivalis          |             |      |
| Mink (Amerikanischer Nerz) | Neovison vison           | Neozoon     |      |
| Rotfuchs                   | Vulpes vulpes            |             |      |
| Steinmarder                | Martes foina             |             |      |
| Waschbär                   | Procyon lotor            | Neozoon     |      |
| Wildkatze                  | Felis silvestris         |             |      |
| Wolf                       | Canis lupus              |             |      |

### Fledermäuse(Microchiroptera)
Nachgewiesen sind in Nordrhein-Westfalen 21 Arten, von denen zwei als ausgestorben gelten. In Deutschland sind 25 Arten nachgewiesen.